# Топчу, Дмитрий Георгиевич
Дмитрий Топчу (молд. Dimitrie Topciu, гаг. Dmitriy Topçu; 2 сентября 1888, Томай, Бессарабская губерния, Российская империя — 1958, Бухарест, Румыния) — молдавский, а затем румынский политик гагаузского происхождения.

## Биография
Родился 2 сентября 1888 года в селе Томай на юге Молдавии.
Свою карьеру начинал в качестве юриста и сторонника благосостояния бессарабских крестьян независимо от их этнической принадлежности. Когда произошла Февральская революция, он стал членом Временного совета Российской Республики, отстаивая интересы гагаузов и болгар в составе новой России. После Октябрьской революции Топчу вернулся в Бессарабию, где стал членом Земсовета. Отказался принимать участие на голосовании за союз Бессарабии с Румынией, позже заявив, что он на тот момент оказывал помощь румынским войскам бороться против большевиков в Бессарабии в качестве временного лидера Бендерского уезда.
Дабы избежать обвинения в контрреволюции и контрбанде, вступил в румынскую Народную партию. В межвоенной румынской политике, несмотря на своё происхождение, выступал за ассимиляцию гагаузов румынами, опираясь на православную религию, а не на тюркское этническое происхождение, опасаясь ассимиляции со стороны турок. Продвигал румынский национализм. Стал известен борьбой с алкоголизмом среди населения на государственном уровне, заявляя о необходимости введения сухого закона. В 1926 году стал депутатом румынского парламента от Народной партии, затем в 1931 году из Националистически-демократической партии. В этот период он перешёл от аграризма к фашизму, вступив в Национальную аграрную партию Октавиана Гоги в 1933 году, последовав за ним в Национальной христианской партии и сыграв важную роль в распространении правого экстремизма среди гагаузов.
После установления королевской диктатуры Кароля II Топчу присоединился к Фронту национального возрождения. После присоединения Бессарабии к СССР укрылся в Румынии, где помогал бессарабским беженцам. Сыграл ключевую роль в реорганизации Фронта в Национальную партию и был назначен заместителем государственного секретаря Министерства сельского хозяйства в правительстве Иона Джигурту. Во время Второй мировой войны поддерживал Йона Антонеску, а также союз с державами оси, пропагандируя религиозный антисемитизм. После победы коммунистов подвергся преследованиям со стороны новых властей, но избежал ареста.
Умер в безвестности в Бухаресте в 1958 году, был похоронен на кладбище Беллу. У него было двое детей: Дмитрий-младший — юрист и Евгения — врач.